# روجریو پینیرو دوس سانتوس
روجریو پینیرو دوس سانتوس (به پرتغالی: Ronieli Gomes dos Santos) مهاجم اهل برزیل است که در شهر سائوپائولو و در تاریخ ۲۵ آوریل ۱۹۹۱ به دنیا آمده‌است.
روجریو پینیرو دوس سانتوس در تیم‌های فوتبال سائوپائولو سابقهٔ حضور دارد.